# Rosenthal-Bielatal

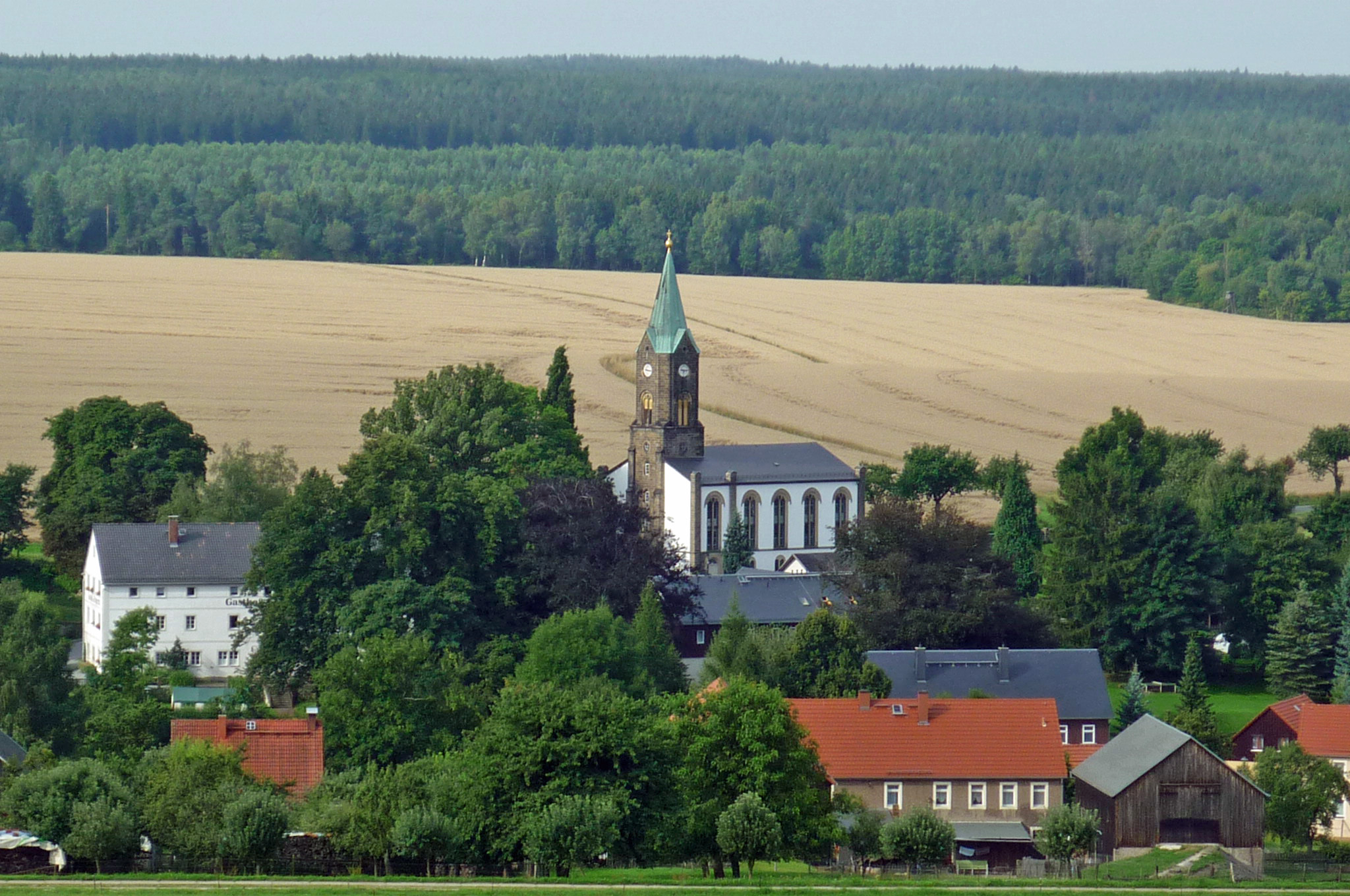
St.-Gallus-Kirche in Rosenthal

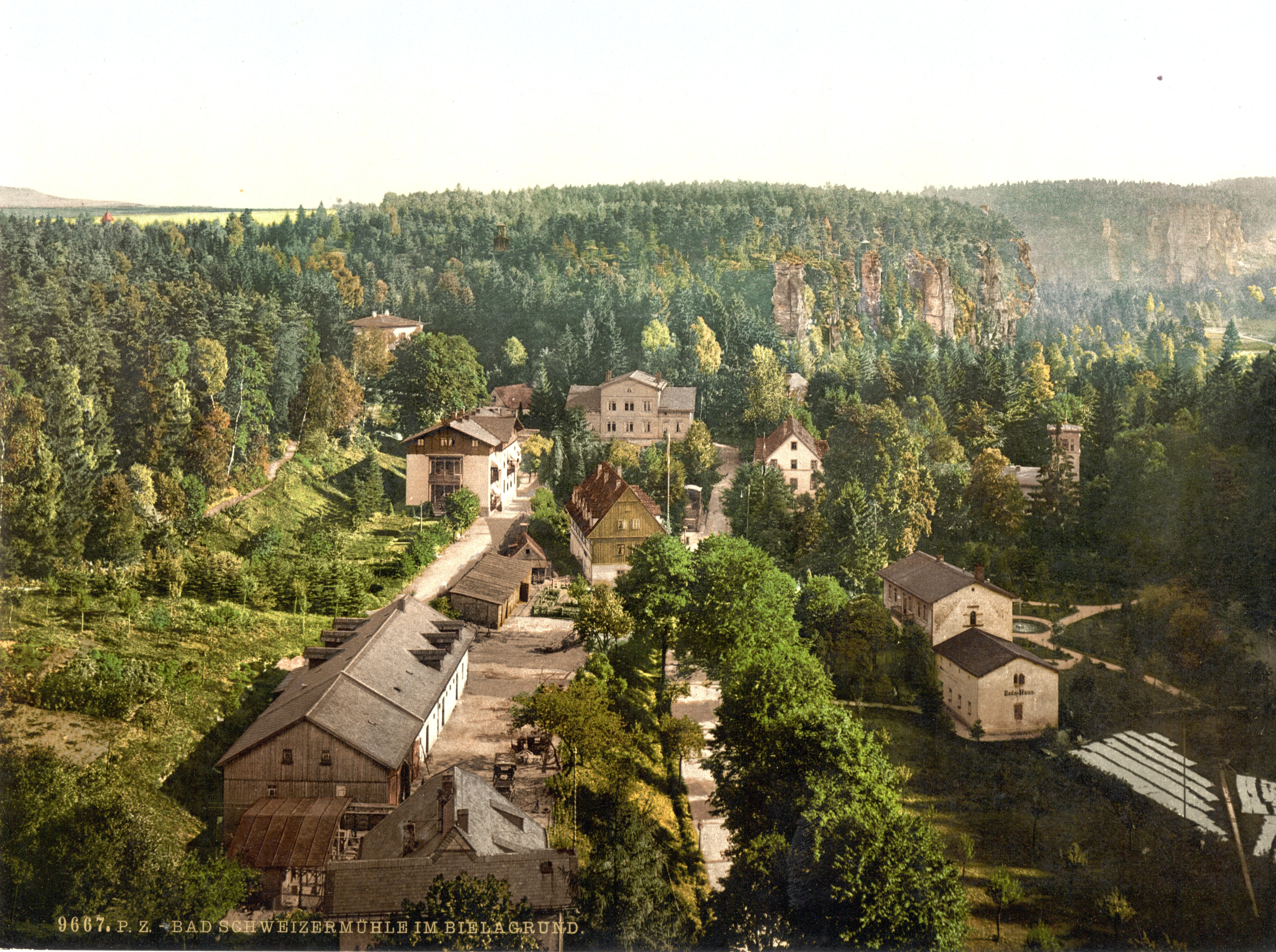
Schweizermühle, um 1900

Rosenthal-Bielatal ist eine Gemeinde im Landkreis Sächsische Schweiz-Osterzgebirge im Süden Sachsens an der Grenze zur Tschechischen Republik. Sie gehört zur Verwaltungsgemeinschaft Königstein/Sächs. Schw.

## Geographie

### Geographische Lage
Die Gemeinde Rosenthal-Bielatal liegt in der linkselbischen Sächsischen Schweiz, genauer im Bielatal, das sich vom tschechischen Ostrov bis nach Königstein erstreckt. Östlich der Gemeinde erhebt sich der Lampertsstein. Der höchste Punkt der Gemeinde liegt bei 533 m im Glasergrund, nahe der tschechischen Grenze. Der Ort ist von einem weitläufigen Waldgebiet umschlossen. Der tiefste Punkt befindet sich an der Mündung des Cunnersdorfer Bachs in die Biela bei 160 m.

### Gemeindegliederung und Eingemeindungen
Die heutige Gemeinde Rosenthal-Bielatal bildete sich durch den schrittweisen Zusammenschluss von neun Dörfern und Eisenhämmern bzw. Hammergütern.
Bielatal entstand 1933 durch den Zusammenschluss des Dorfes Hermsdorf mit den Siedlungen Reichstein und Brausenstein, die beide aus zwei Hammerwerken hervorgingen. Die kleine Siedlung Raum wurde zum 1. Juli 1948 nach Bielatal eingemeindet.
Rosenthal entstand durch den Zusammenschluss des gleichnamigen Dorfes mit den ehemaligen Eisenhämmern Neidberg, Oberhütten, Ottomühle und der Heilstätte Schweizermühle.
Die Vereinigung von Bielatal und Rosenthal erfolgte zum 1. Januar 1994. Die heutige Gemeinde besteht aus den drei Ortsteilen Bielatal, Rosenthal und Raum.

### Nachbargemeinden
An die Gemeinde Rosenthal-Bielatal grenzt im Osten die Gemeinde Gohrisch, im Norden die Stadt Königstein und im Westen die Stadt Bad Gottleuba-Berggießhübel.

## Geschichte
Erstmals erwähnt wurde Rosenthal im Jahr 1356. Bis 1503 gehörte es zu Böhmen, dann zu Sachsen. Der Ortsteil Hermsdorf ist seit 1410 bekannt, während die Siedlung Reichstein aus einem 1492 erstmals erwähnten Eisenhammer östlich der Biela („hammer zum Reichensteyn an der Bile bey Pirne“) entstand. Das Hammerwerk produzierte bis 1733 Sensen, Pflugscharen und „Gezeug“. Einen Aufschwung erlebte die Gemeinde 1837 durch die Einrichtung der Kaltwasserheilanstalt Schweizermühle, die auch von Angehörigen des europäischen Hochadels frequentiert wurde. 1879 wurde die Freiwillige Feuerwehr Rosenthal gegründet. 1912 wurde die Kaltwasseranstalt geschlossen und von der Maggi-Gesellschaft als Erholungsheim für ihre Mitarbeiter genutzt. Zu DDR-Zeiten wurden die Gebäude als Heilstätte für Tuberkulose-Kranke und als Altersheim genutzt. In Bielatal gibt es seit 1958 einen Faschingsclub. Seit 1992 kommen im Januar jährlich etwa 20 Kinder aus den von der Nuklearkatastrophe von Tschernobyl betroffenen Gebieten um Brahin, um sich in Rosenthal zu erholen.
Im Jahr 2012 legte der Gemeinderat einen Vertrag zur Eingemeindung in die Stadt Königstein vor. Der Bürgerentscheid 2013 hat sich mehrheitlich gegen die Eingemeindung entschieden.
Rosenthal-Bielatal war bis 2018 staatlich anerkannter Erholungsort.

### Bevölkerungsentwicklung
| Einwohnerentwicklung der Gemeinde Rosenthal-Bielatal | Einwohnerentwicklung der Gemeinde Rosenthal-Bielatal | Einwohnerentwicklung der Gemeinde Rosenthal-Bielatal | Einwohnerentwicklung der Gemeinde Rosenthal-Bielatal | Einwohnerentwicklung der Gemeinde Rosenthal-Bielatal | Einwohnerentwicklung der Gemeinde Rosenthal-Bielatal | Einwohnerentwicklung der Gemeinde Rosenthal-Bielatal | Einwohnerentwicklung der Gemeinde Rosenthal-Bielatal | Einwohnerentwicklung der Gemeinde Rosenthal-Bielatal | Einwohnerentwicklung der Gemeinde Rosenthal-Bielatal | Einwohnerentwicklung der Gemeinde Rosenthal-Bielatal | Einwohnerentwicklung der Gemeinde Rosenthal-Bielatal | Einwohnerentwicklung der Gemeinde Rosenthal-Bielatal | Einwohnerentwicklung der Gemeinde Rosenthal-Bielatal | Einwohnerentwicklung der Gemeinde Rosenthal-Bielatal | Einwohnerentwicklung der Gemeinde Rosenthal-Bielatal |
| Jahr                                                 | 1994                                                 | 1995                                                 | 1996                                                 | 1997                                                 | 1998                                                 | 1999                                                 | 2000                                                 | 2001                                                 | 2002                                                 | 2003                                                 | 2004                                                 | 2005                                                 | 2006                                                 | 2007                                                 | 2008                                                 |
| ---------------------------------------------------- | ---------------------------------------------------- | ---------------------------------------------------- | ---------------------------------------------------- | ---------------------------------------------------- | ---------------------------------------------------- | ---------------------------------------------------- | ---------------------------------------------------- | ---------------------------------------------------- | ---------------------------------------------------- | ---------------------------------------------------- | ---------------------------------------------------- | ---------------------------------------------------- | ---------------------------------------------------- | ---------------------------------------------------- | ---------------------------------------------------- |
| Einwohner                                            | 1825                                                 | 1853                                                 | 1888                                                 | 1889                                                 | 1871                                                 | 1850                                                 | 1873                                                 | 1830                                                 | 1816                                                 | 1819                                                 | 1799                                                 | 1751                                                 | 1714                                                 | 1703                                                 | 1696                                                 |
|                                                      |                                                      |                                                      |                                                      |                                                      |                                                      |                                                      |                                                      |                                                      |                                                      |                                                      |                                                      |                                                      |                                                      |                                                      |                                                      |
| Jahr                                                 | 2009                                                 | 2010                                                 | 2011                                                 | 2012                                                 | 2013                                                 | 2014                                                 | 2015                                                 | 2016                                                 | 2017                                                 | 2018                                                 | 2019                                                 | 2021                                                 | 2022                                                 | 2023                                                 |                                                      |
| Einwohner                                            | 1689                                                 | 1680                                                 | 1723                                                 | 1704                                                 | 1677                                                 | 1664                                                 | 1667                                                 | 1634                                                 | 1608                                                 | 1592                                                 | 1586                                                 | 1596                                                 | 1580                                                 | 1550                                                 |                                                      |

## Kultur und Sehenswürdigkeiten

### Kirche
Die schlichte Saalkirche im Rundbogenstil wurde im Jahr 1856 durch Oskar Hofmann erbaut. Eine Restaurierung erfolgte in den Jahren 1974–1980. Das verputzte Bauwerk ist mit gerade geschlossenem Chor und Satteldach versehen, an der Ostseite ist die Sakristei angefügt. Die Nord- und Südseite ist durch hohe Rundbogenfenster, Gurtgesims und Eckpilaster gegliedert. Der eingezogene Westturm auf quadratischem Grundriss ist im Glockengeschoss mit abgeschrägten Ecken versehen und mit einem Faltdach geschlossen. Der flachgedeckte Innenraum erscheint durch die weißen Wandflächen sehr nüchtern. An der Nord- und Südseite sind zweigeschossige Emporen eingebaut, die konvexe Orgelempore an der Westseite. Seitlich des Altars sind zwei schlichte Betstuben eingebaut.

### Weiteres
- Klettergebiet Bielatal: Im Tal der Biela und der Dürren Biela findet sich mit 239 Gipfeln und über 3.400 Kletterwegen aller Schwierigkeitsgrade eines der vielfältigsten und beliebtesten Klettergebiete der Sächsischen Schweiz.
- Hochofen Brausenstein, als Zeitzeuge des Hüttenwesens im Bielatal und Kulturdenkmal
- Herkulessäulen, Schiefer Turm, Kanzelturm, Daxenturm, Großvaterstuhl, Spannagelturm, Verlassene Wand, Grenzplatte, Verlassener Förster, Waldnadel, Bielazinne, Adlerstein, Waldwächter, Glasergrundturm, Wiesensteine, Johanniswacht, Sachsenstein und andere Felsen im Bielatal.
- Eishöhle, Schwedenhöhle und Bennohöhle oberhalb der Ottomühle, sie gehören zu den tiefsten Höhlen des Freistaates.
- Panoramahöhe (426 m ü. NN) im Nordwesten von Hermsdorf, mit Fernblick in die Sächsische Schweiz.
- Jagdschloss Bielatal

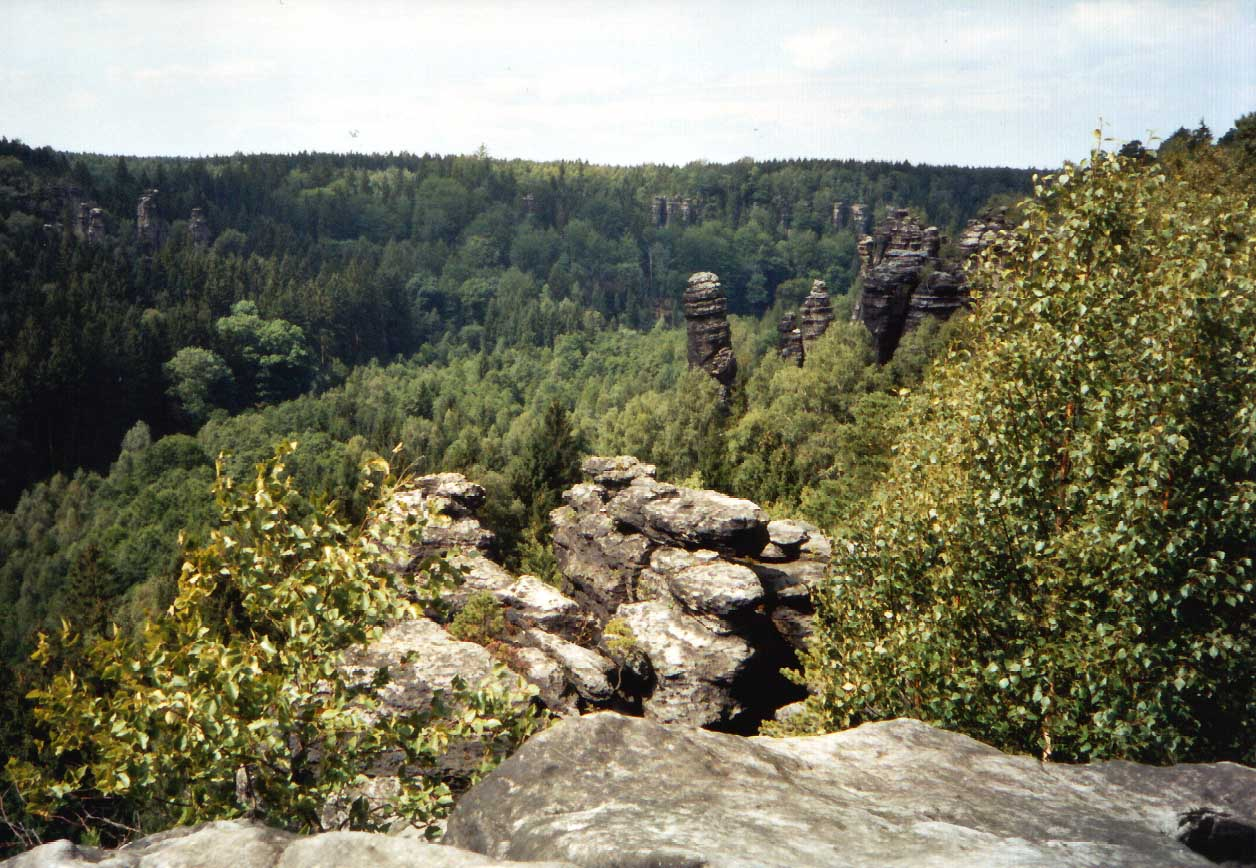
Blick ins Bielatal
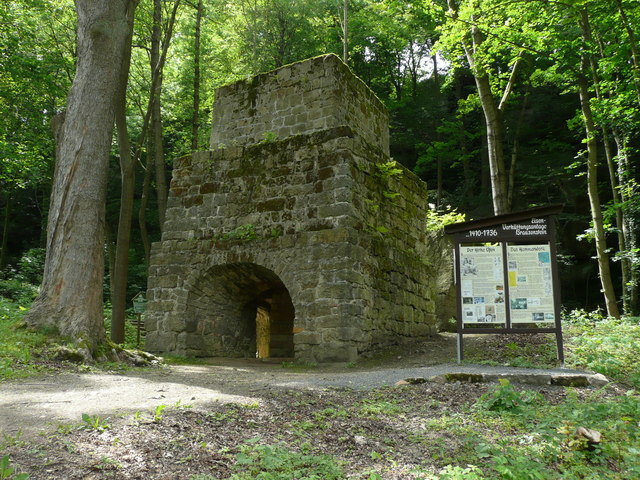
Blick auf den historischen Hochofen
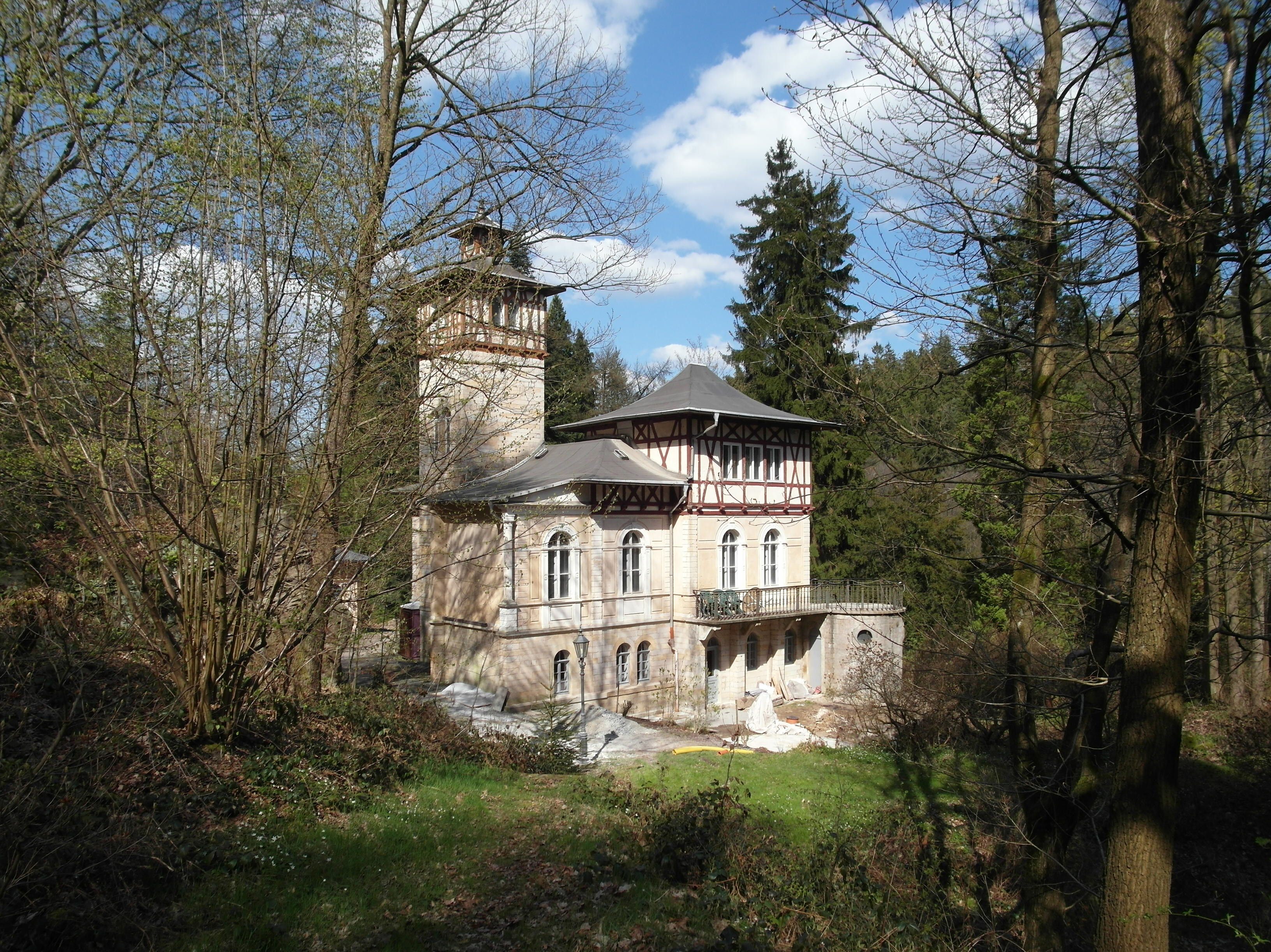
Jagdschloss Bielatal

### Naturschutz
- Siehe auch: Liste der Naturdenkmale in Rosenthal-Bielatal

## Politik

### Gemeinderat
Der Gemeinderat besteht seit der Gemeinderatswahl am 9. Juni 2024 aus 14 Sitzen, die sich wie folgt verteilen:
- Freie Wähler Rosenthal-Bielatal (FW): 8 Sitze
- CDU: 5 Sitze
- Linke: 1 Sitz

| Gemeinderat ab 2024Insgesamt 14 Sitze - Linke: 1 - FW RB: 8 - CDU: 5 | Liste                           | 2024   | 2024   | 2019   | 2019   | 2014   | 2014   |
| Gemeinderat ab 2024Insgesamt 14 Sitze - Linke: 1 - FW RB: 8 - CDU: 5 | Liste                           | Sitze  | in %   | Sitze  | in %   | Sitze  | in %   |
| Gemeinderat ab 2024Insgesamt 14 Sitze - Linke: 1 - FW RB: 8 - CDU: 5 | Freie Wähler Rosenthal-Bielatal | 8      | 56,9   | 8      | 58,2   | 6      | 41,5   |
| Gemeinderat ab 2024Insgesamt 14 Sitze - Linke: 1 - FW RB: 8 - CDU: 5 | CDU                             | 5      | 35,9   | 4      | 30,1   | 6      | 36,2   |
| Gemeinderat ab 2024Insgesamt 14 Sitze - Linke: 1 - FW RB: 8 - CDU: 5 | Linke                           | 1      | 7,2    | 1      | 11,6   | 2      | 18,0   |
| Gemeinderat ab 2024Insgesamt 14 Sitze - Linke: 1 - FW RB: 8 - CDU: 5 | NPD                             | –      | –      | –      | –      | –      | 4,3    |
| Gemeinderat ab 2024Insgesamt 14 Sitze - Linke: 1 - FW RB: 8 - CDU: 5 | Wahlbeteiligung                 | 72,6 % | 72,6 % | 71,7 % | 71,7 % | 63,7 % | 63,7 % |

### Bürgermeister
Bürgermeister ist seit 2022 Tino Bernhardt.
| Wahl | Bürgermeister    | Vorschlag              | Wahlergebnis (in %) |
| ---- | ---------------- | ---------------------- | ------------------- |
| 2022 | Tino Bernhardt   | FWV Rosenthal-Bielatal | 60,3                |
| 2015 | Gebhardt Moritz  | CDU                    | 51,1                |
| 2008 | Gebhardt Moritz  | CDU                    | 52,1                |
| 2001 | Bernd Gottschald | FWG                    | 98,2                |
| 1994 | Bernd Gottschald | Gottschald             | 58,3                |

## Wirtschaft und Infrastruktur

### Verkehr
Zu Beginn des 20. Jahrhunderts sollte auch das obere Bielatal einen Anschluss durch die 1901 eröffnete Bielatalbahn erhalten, die geplante Verlängerung bis Schweizermühle kam jedoch aus finanziellen Gründen nicht zu Stande. Im September 1904 wurde die Strecke wieder geschlossen.
Im Öffentlichen Nahverkehr wird Rosenthal-Bielatal durch die Linien 242 (Königstein – Rosenthal), 245 (Pirna – Rosenthal) und 247 (Berggießhübel – Bad Gottleuba – Rosenthal) des Regionalverkehrs Sächsische Schweiz-Osterzgebirge (RVSOE) bedient. Die Linie 247 dient lediglich dem Schülerverkehr, während die Linie 242 und 245 auch an Wochenenden fahren und vor allem von Ausflüglern genutzt werden. Auf den Linien 242 und 245 wird im Sommer an Wochenenden ein Anhänger für den Fahrradtransport mitgeführt, außerdem werden beide Linien mit einigen Fahrten auf der für den übrigen motorisierten Verkehr gesperrten Straße bis über die tschechische Grenze nach Tyssa und Peterswald geführt.
Bis 1938 führte die Hauptverbindung zwischen Pirna und Bodenbach, die heutige Bundesstraße 172, über Hermsdorf und Rosenthal. Nach Fertigstellung der durchgehenden Straßenverbindung im Elbtal über Schmilka verlor die Strecke über Rosenthal ihre Bedeutung. Freigegeben ist die Straße lediglich für Wanderer und Radfahrer sowie, seit Frühjahr 2016 auch grenzüberschreitend, für die Busse der RVSOE.

### Bildung
Bis 1990 gab es in Rosenthal und Bielatal jeweils eine Schule. Mit dem Bau einer neuen Oberschule 1990 in Rosenthal wurden die beiden Schulen geschlossen. Die Oberschule wurde 2004 zur Grundschule umfunktioniert, die pro Klassenstufe eine Klasse unterrichtet. Die Grundschule hat etwa 80 Schüler und sechs Lehrer.

## Persönlichkeiten
- Karl Gottlob Clausnitzer (1714–1788), lutherischer Theologe
- Gottfried August Homilius (1714–1785), Komponist, Pianist, Kantor und Organist
- Friederike de Haas (1944–2019), Politikerin (CDU), Mitglied des Sächsischen Landtags
- Kersten Lahl (* 1948), Generalleutnant, Präsident der Bundesakademie für Sicherheitspolitik in Berlin

## Partnergemeinden
- Betzweiler-Wälde, Baden-Württemberg
- Eitelborn, Rheinland-Pfalz
- Jílové (deutsch Eulau), Tschechien